# Česká beseda v Liberci
Česká beseda v Liberci je název budovy v ulici Na Rybníčku 143/14 ve III. liberecké čtvrti Jeřáb a s ní související kulturní neziskové organizace a vydavatelství v Liberci, jejíž počátky sahají do roku 1863. Úplný název organizace zní Česká beseda, krajanské sdružení rodáků a přátel Liberecka.

## Historie

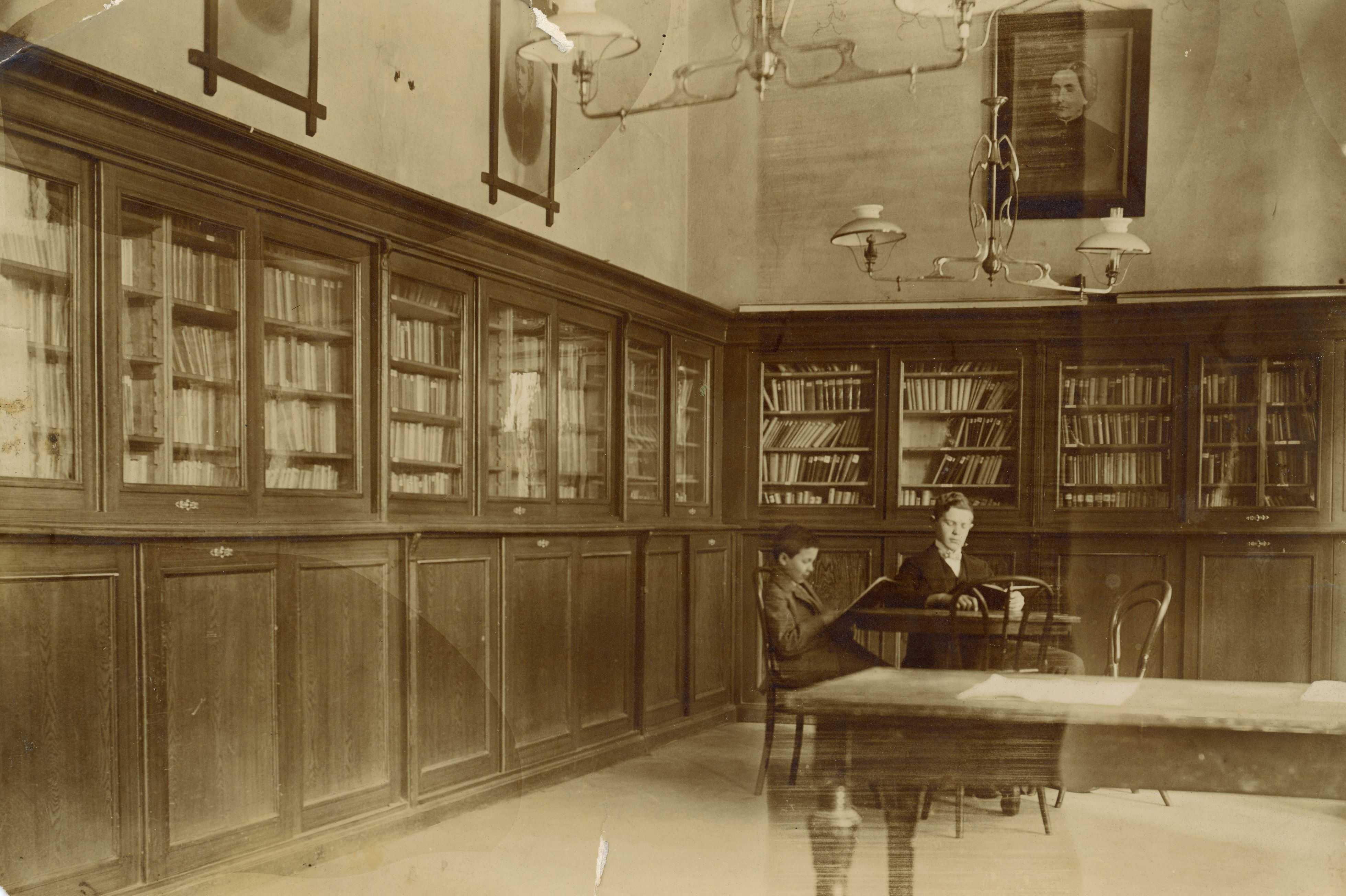
Lidová česká knihovna v České besedě

Česká beseda v Liberci byla založena v roce 1863 jako měšťanská beseda českých obyvatel Liberce, kde tehdy žilo více než 90 % německého obyvatelstva. U jejího zrodu stál český římskokatolický kněz Josef Bernat, spoluzakladatel české knihovny v Liberci. 
V činnosti pokračovala i po vzniku Československa, kdy bylo město stále převážně německojazyčné. V době nacistické okupace však byla činnost spolku přerušena. Obnovena byla opět v roce 1945. 
Po roce 1966 se Česká beseda stala především krajanským sdružením rodáků a přátel Liberecka žijících po celém světě. 
Mezi další aktivity společnosti je organizace kulturně-vzdělávacích akcí a propagace historických památek města, mj. prostřednictvím vlastní vydavatelské činnosti, dále společenských aktivit, jako např. umístění několika soch a pamětních desek v Liberci atd.

## Osobnosti a místa spojená s Českou besedou
- p. Josef Bernat
- Otakar Čížek
- Karel Haak
- Alois Hokeš
- Václav Šamánek
- Josef Votoček
- Dům Zeliských